# 레마겐의 철교
《레마겐의 철교》(The Bridge At Remagen)는 미국에서 제작된 존 길러민 감독의 1969년 액션, 전쟁 영화이다. 작가이자 미국 하원 Ken Hechler의 논픽션 책 The Bridge at Remagen: The Amazing Story of March 7, 1945에 기반을 둔다. 조지 시걸 등이 주연으로 출연하였고 데이비드 L. 울퍼 등이 제작에 참여하였다.

## 출연

### 주연
- 조지 시걸
- 벤 가자라
- 로버트 본
- 브래드포드 딜만
- 피터 밴 아익

### 조연
- 한스 크리스찬 블레흐
- 헤인즈 레인케
- 조아킴 한센
- 소냐 지에만
- 안나 가엘

## 기타
- 미술: 알프레드 스위니
- 배역: 린 스터마스터

## 같이 보기
- 머나먼 다리